# Parallowithius pauper
Parallowithius pauper är en spindeldjursart som beskrevs av Beier 1955. Parallowithius pauper ingår i släktet Parallowithius och familjen Withiidae. Inga underarter finns listade i Catalogue of Life.